# Obelisk

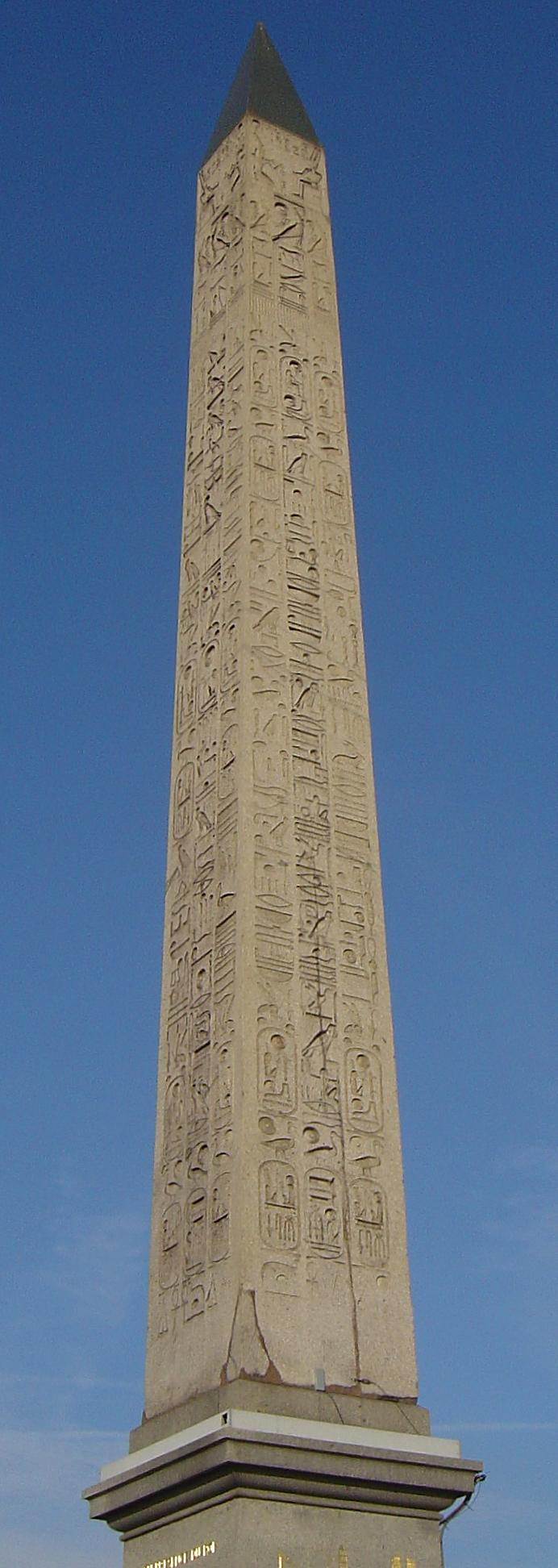
Obelisk z Luksoru na Place de la Concorde w Paryżu

Obelisk (łac. obeliscus, gr. ὀβελίσκος obeliskos – rożen, słup) – pomnik w postaci wysokiego, smukłego słupa, najczęściej o czworobocznej podstawie i piramidalnym szczycie, wykonanego z jednego bloku skalnego. Zakończenie słupa ma zwykle formę ostrosłupa, często obitego złotą blachą. Był charakterystycznym elementem architektury starożytnego Egiptu.

## Pochodzenie i znaczenie
Nazwa pochodząca z greki, została nadana w VI w. p.n.e. przez greckich najemników. Zdaniem egiptologów egipska nazwa  może mieć związek ze skrzydłem drzwi.
Najstarsze obeliski pochodzą z kultury starożytnego Egiptu, gdzie już w czasach V dynastii były kultowym symbolem boga Słońca. Ustawiano je na placach przed świątyniami i pałacami. Egipcjanie wierzyli, że ich najważniejszy bóg Ra, będący uosobieniem słońca, mieszka właśnie w obeliskach; dlatego przed świątyniami Ra często nie umieszczano żadnych posągów kultowych poza obeliskami. Każdy obelisk jest więc niejako wizerunkiem boga Ra.
Kształt obelisku, wyraźnie wyznaczający kierunek (por. gnomon), symbolizował ponadto związek ziemi z niebem (względnie Słońcem). Uważa się też, że nawiązywał do dominującego pierwiastka męskiego (por. lingam, menhir).
Przeciętna wysokość tych pomników wynosiła 20-30 metrów, a waga – kilkaset ton. Najstarszy z nich, datujący się na czasy V dynastii wzniesiono w Abu Gurab jako towarzyszący świątyni solarnej faraona Niuserre. W czasach Nowego Państwa liczne obeliski z granitu powstawały w okręgach świątynnych. Ustawiano je również parami przy wejściu do świątyni. Pełniły wówczas rolę symbolicznej bramy pomiędzy niebem a ziemią. Na bocznych ścianach umieszczano inskrypcje z imionami władców. Największy obelisk w Egipcie, który miałby wysokość 42 metrów (nigdy nie został ukończony), odnaleziono w kamieniołomach granitu (sjenitu) w Asuanie. 
Część egipskich obelisków już w czasach starożytności wywieziono do Rzymu i Konstantynopola, w czasach nowożytnych kolejne z nich przewieziono do Paryża, Londynu i Nowego Jorku.
Na przełomie III i II tysiąclecia p.n.e. także mieszkańcy Kanaanu oraz Fenicji zaadaptowali egipskie obeliski w kulcie Baala, północno-semickiego bóstwa
słońca. Hebrajski wyraz מצבה (macceba) pochodzący od czasownika נצב (nacab = stać) licznie występuje w Starym Testamencie i został użyty przez Jeremiasza (43:13) w odniesieniu do stojących posągów kultowych z egipskiego Bet-Szemesz (Dom-Słońca), którymi były zapewne obeliski. Z kolei księga Kapłańska (26:1) mówi, iż ten rodzaj posągów kultowych był wznoszony (podnoszony, ustawiany), co również jest charakterystyczne dla obelisków. To samo słowo (macceba) występuje także w kontekście kultu Baala (2 Królewska 3:2, 10:26-27). Jednakże najsłynniejszym oraz najbardziej oczywistym przykładem kultowego znaczenia obelisku na terenach Syropalestyny jest tzw. Świątynia Obelisków (Obeliskowa Świątynia) w Byblos.
Współcześnie wznosi się czasem pomniki w kształcie obelisku. Obelisk w starożytnym Egipcie służył nie tylko jako zegar słoneczny, ale też z pomocą jego cienia wyznaczano kierunki geograficzne i określano pory roku.

## Zabytkowe obeliski
- Egipt:
  - Abusir – XXIV w. p.n.e. króla Niuserre
  - Luksor – obelisk Ramzesa II
  - Karnak – obeliski Totmesa I i Hatszepsut
  - Heliopolis – obelisk Senusereta I
  - Kair – obelisk Ramzesa II przeniesiony z Tanis
- Rzym – trzy największe stoją: w pobliżu Pałacu Laterańskiego, na Placu Świętego Piotra oraz na Piazza del Popolo (wszystkie wzniesiono na powrót z polecenia papieża Sykstusa V)

- Paryż – obelisk na Placu Zgody przewieziony z Luksoru w l. 1831–1833
- Londyn – obelisk z Aleksandrii tzw. „Igła Kleopatry” – pochodzi z Heliopolis – przewieziony w l. 1877–1878
- Nowy Jork – obelisk z Aleksandrii tzw. „Igła Kleopatry” – pochodzi z Heliopolis – przewieziony w l. 1880–1881
- Stambuł – obelisk Totmesa III

## Współcześnie postawione obeliski
- Argentyna - Buenos Aires (El Obelisco)
- Egipt – Al-Alamajn
- USA – Waszyngton – najwyższy na świecie o wysokości 169 m z obserwatorium astronomicznym na szczycie
- Polska:
  - Poznań – Pomnik Bohaterów na Cytadeli w Poznaniu
  - Warszawa – dwa obeliski (północny i południowy) znajdujące się w pobliżu Pałacu Kultury i Nauki
  - Wschowa – cmentarz komunalny

## Galeria zdjęć

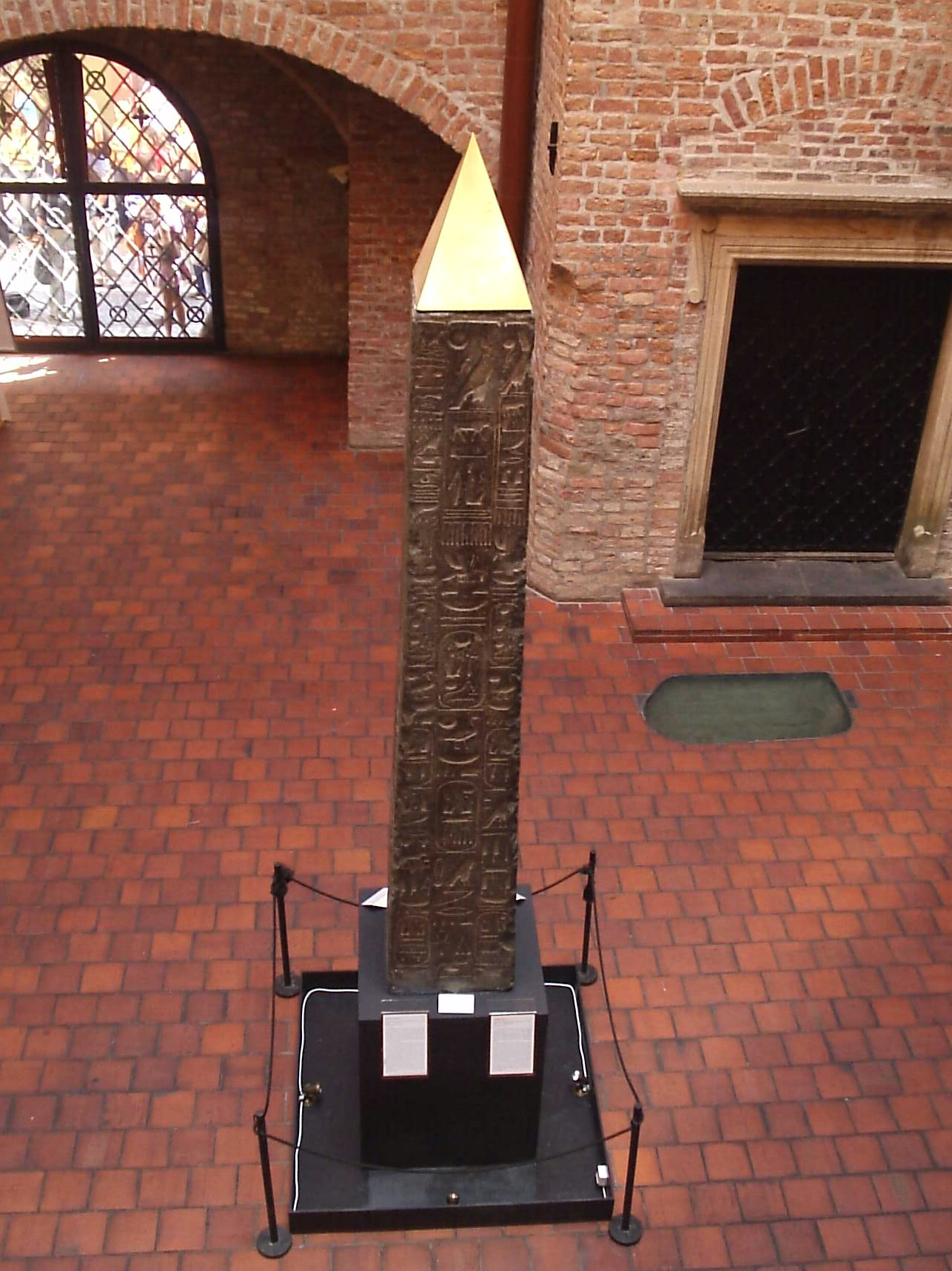
Obelisk Ramzesa II – Muzeum Archeologiczne w Poznaniu
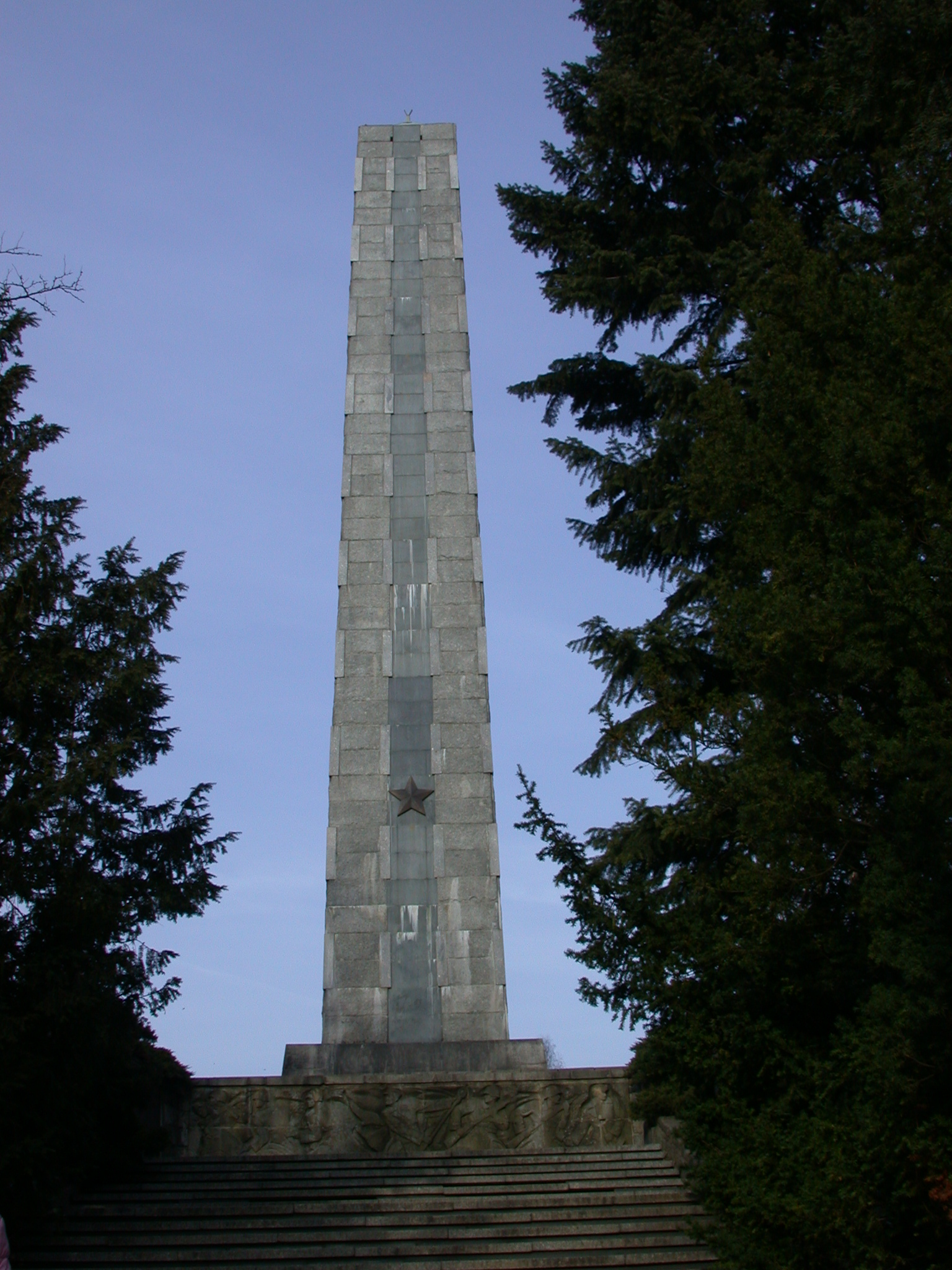
Obelisk na Cmentarzu Wojennym Żołnierzy Radzieckich w Poznaniu
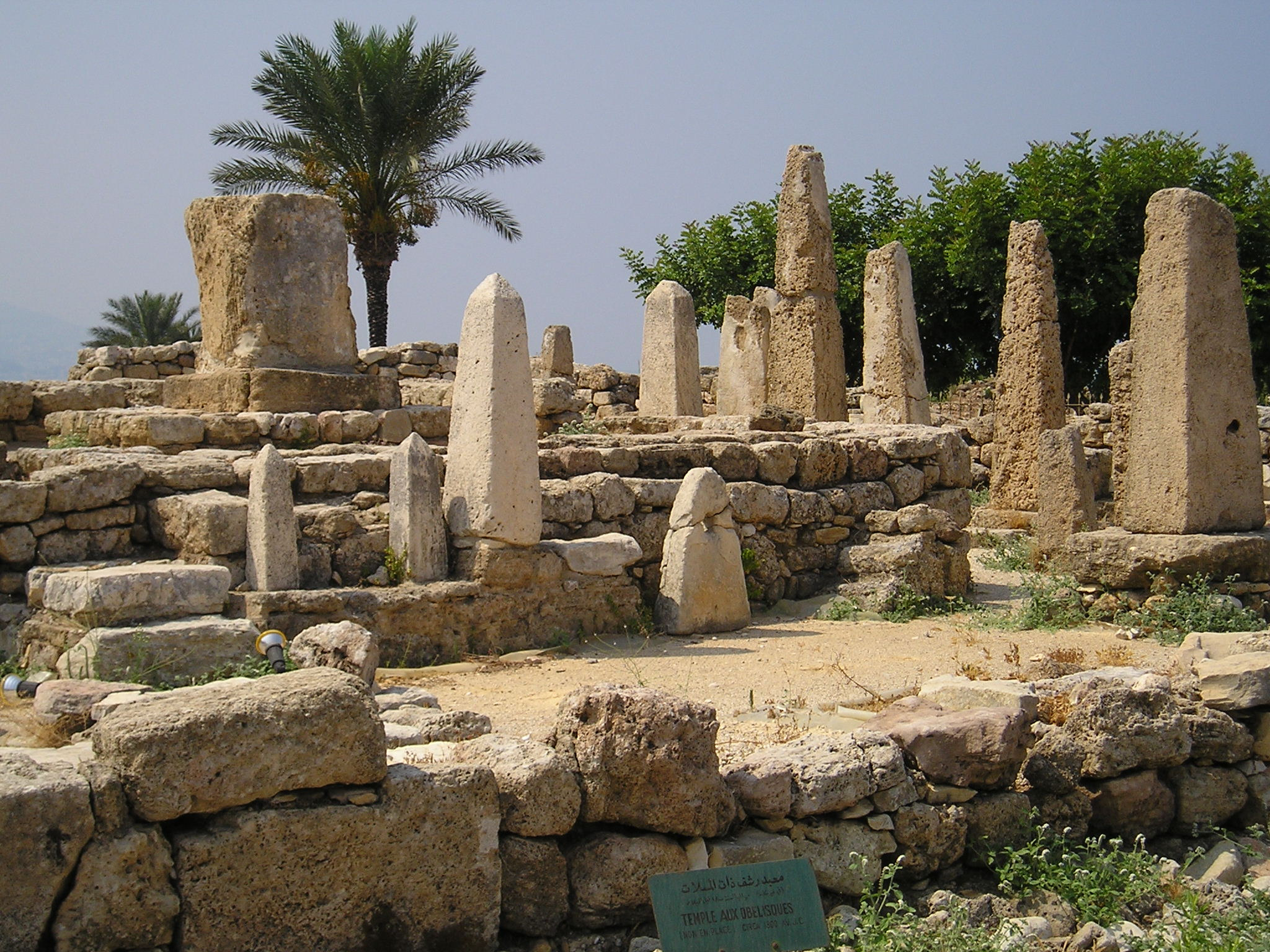
Świątynia Obelisków, Byblos
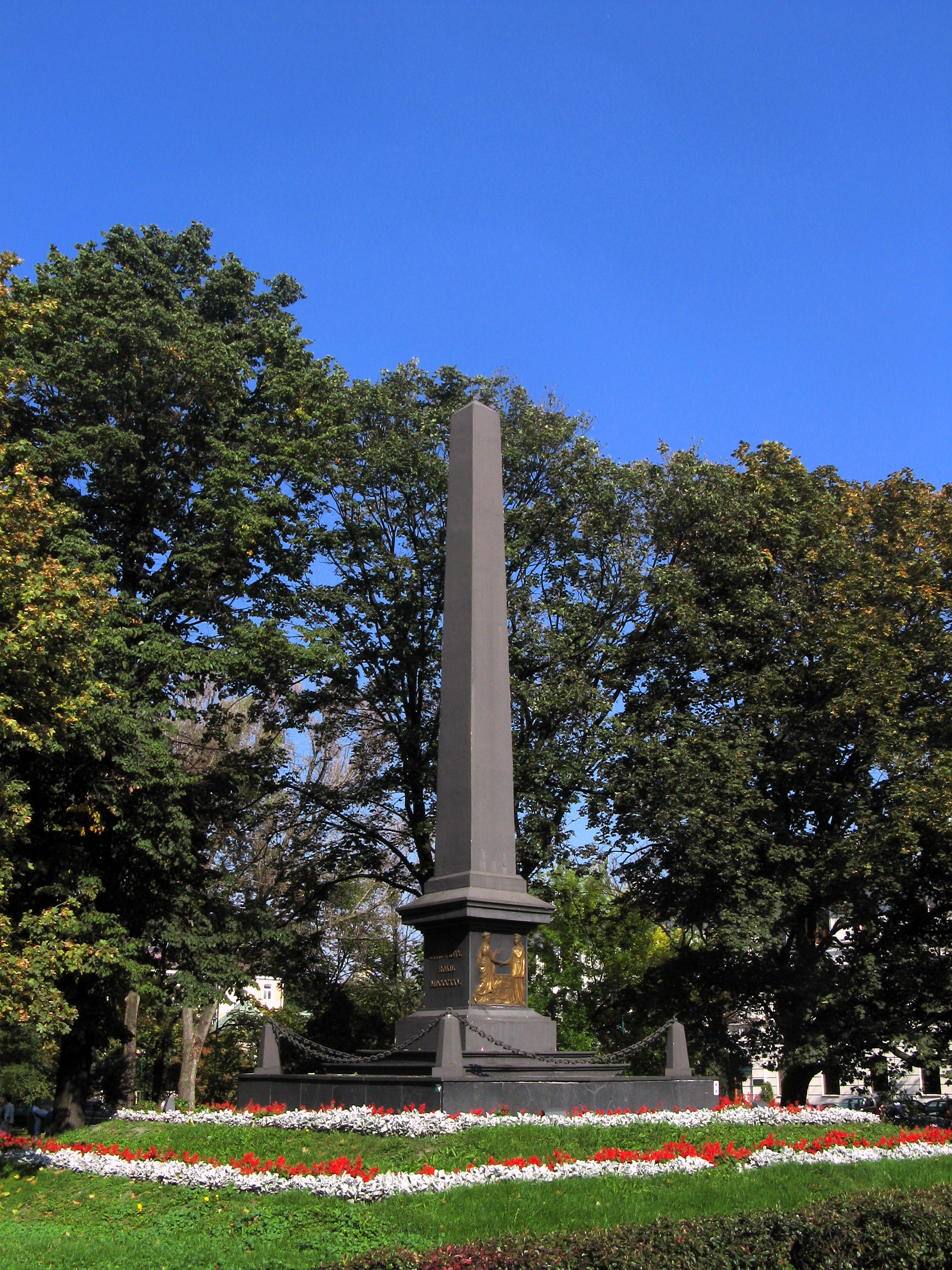
Pomnik Unii Lubelskiej w Lublinie w formie obelisku
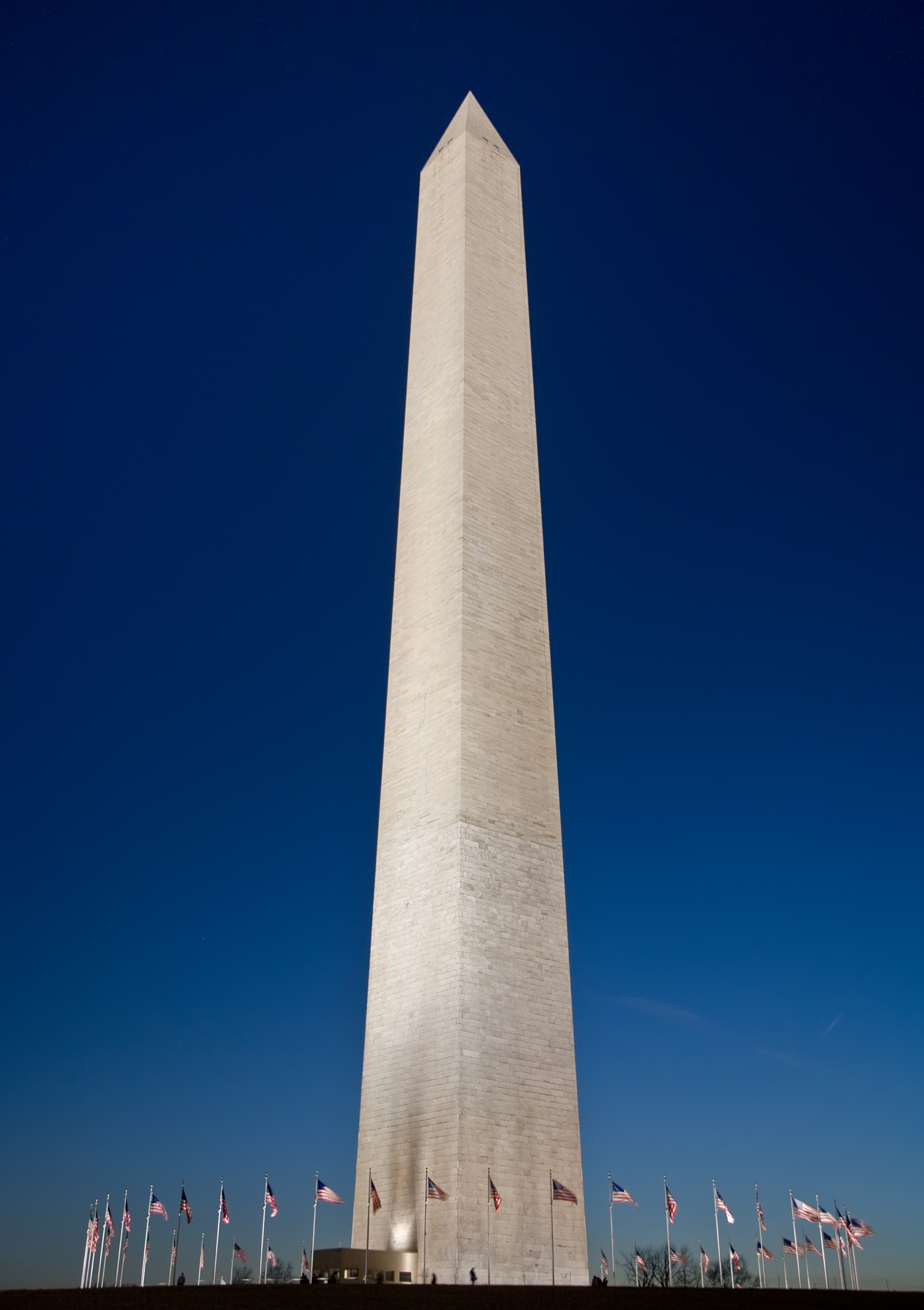
Pomnik Waszyngtona o zmierzchu
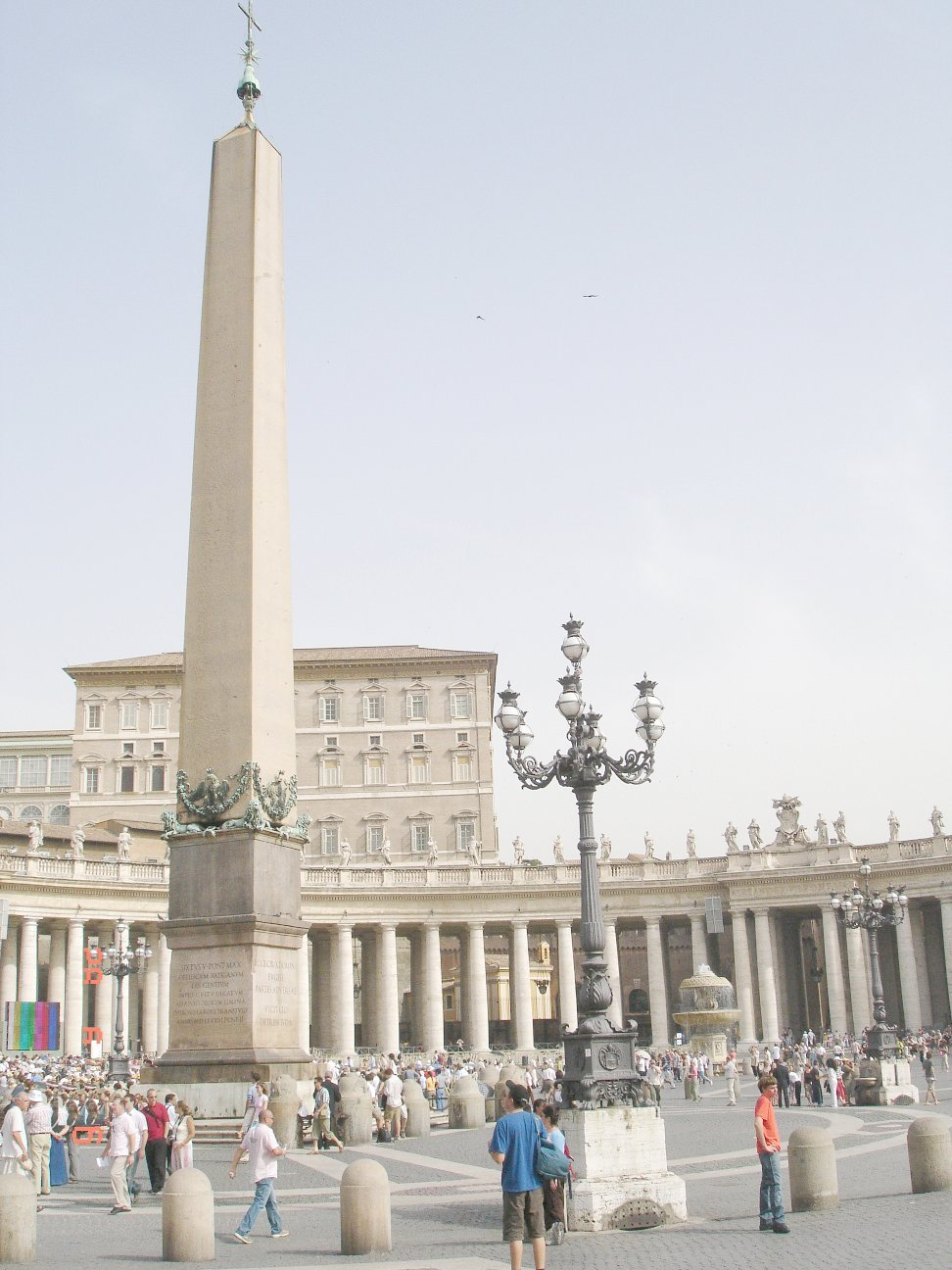
Obelisk Watykański